# MASIAfucker
mASIAfucker je putopisni roman ruskog autora Ilje Stogova.  U Rusiji je izdan 2002. godine, srpski prevod dobija 2010 (Arhipelag) u okviru projekta 100 slovenskih romana.  Roman je u Rusiji nominiran za prestižnu nagradu „Nacionalni bestseller”. Lucidan naslov je u stvari poštapalica, koju je čuo od drugog čoveka i ne zna šta u stvari znači.  U predgovoru (Alekseja Ivanova) knjiga je, u ruskoj literaturi, smeštena između Kavkaskog zarobljenika (Lav Tolstoj, 1872) i Začaranog putnika (Nikolaj Ljeskov, 1873). 

## Sažetak
„mASIAfucker” je putopisno-avanturistički roman o postsovjetskoj, tranzicionoj Rusiji i bivših sovjetskih zemalja u Evroaziji. Roman je kao nekakav Džek Keruak sa Istoka , koji umesto auta večinom koristi voz. Autor veoma živim, gotovo razgovornim stilom vodi čitaoca preko širokih prostranstava evropske i azijske Rusije, kao i susednih država koje su nekada predstavljale obode Sovjetskog Saveza. Priča u romanu Ilje Stogova ima sva obeležja pikarskog romana, u kome se iz perspektive stranca približavaju daleki predeli sovjetske Azije, Krima i Berlina za vreme pada berlinskog zida. Na autora se raspad Sovjetskog Saveza odrazi kao civilizacijski i kulturni šok, na kojeg utiče i njegov fizički izgled (skinhead sa minđušama i kozjom bradicom) na kojeg Azijati gledalu sa prezirom.   Stogov u ovom romanu ispisuje uzbudljivu predstavu žitelja velikog grada (Leningrad, danas Sankt Peterburg)  koji doživljava šok suočen s teškim životnim uslovima udruženim s kafkijanskim totalitarizmom i sveopštom korupcijom.   U Srednjoj Aziji shvati, da 1991. nije raspala samo država, več je nastupila i (zatajivana) pakost do Rusa i da „put ima smisao ako je to put kući”. Jedini koju su mu na putovanju pomogli bili su „evropski” Rusi; graničar u uzbekistanskom Termezu , koji je pomogao da se avionom odlepi od Srednje Azije, prenatrpane sa ljudskim lubanjama i pravoslavni pop u Novosibirsku. 
Putopis ne ide redom, več se i vrača u istoriju; Volgograd (1986), Zapadni Berlin (1990), Krim-Kazantip (1993-1998), u ostalim krajevima bio je oko godine 2001. (star 30-31. godinu). 
Podnaslovi redom:
- Moskva
- Volgograd (1986)
- Moskva-Taškent
- Taškent-Samarkand
- Samarkand
- Samarkand-Buhara-Samarkand
- Samarkand-Termez
- Zapadni Berlin (1990)
- Južno-Sahalinsk - Čita
- Čita-Irkutsk
- Transsibirski ekspres: Irkutsk-Novosibirsk
- Krim-Kazantip (1993-1998)
- Moskva

## Fusnote
1. ↑  Kerouakov roman Na putu
2. ↑  Pogotovo jer je dosta Azijata (Uzbeci, Kazasi, Tadžici) u Rusiji prihvačeno na veoma loš način od ruskih skinheda
3. ↑  Sankt Peterburg u Rusiji predstavlja proevropski grad, dok je Moskva (kulturno) uvek više okrenuta prema Aziji
4. ↑  graničar je dozvolio da avionom napusti Termez uprkos kršenju lokalnih predpisa; kašnjenje sa odjavom koja se radi samo u Taškentu
5. ↑  Pop je prodao svoj zlatni prsten da prikupi pare za voz kartu Novosibirsk-Moskva, uprkos tome da se autor izjasnio kao katolik